# You Are Not Alone
You Are Not Alone (з англ. «Ти не один») - пісня американського поп-співака Майкла Джексона з його дев‘ятого студійного альбому HIStory: Past, Present and Future, Book I. Також у серпні 1995 року пісня була випущена як другий сингл з альбому. 

## Історія створення
Пісня була написана Робертом Келлі, відомим під псевдонімом як R. Kelly. Поштовхом для написання послугували події у житті автора. Пізніше Келлі пригадував: «Я був на межі, тому мені здається, що моя пісня допомогла зробити альбом Майкла цільнішим».
У 1994 році Джексон зв‘язався з Келлі у пошуках нового матеріалу. Той підготував та відправив співаку на касеті демо-версію. Майклу пісня сподобалася, і в листопаді 1994 року він записав її. З дозволу автора він трохи переробив кульмінацію. Для запису бек-вокалу запросили хор Андре Крауча.

## Музичне відео
У середині 1995 року Джексон знявся у кліпі на пісню. У відео на деяких кадрах Джексон і його тодішня дружина з‘являються напівголими. Співака на це надихнула картина Максфілда Перріша «Світанок».
Прем‘єра відбулася 28 липня 1995 року на телеканалі MTV.

## Звинувачення у плагіаті
У 2007 році бельгійський суд постановив, що R. Kelly, пишучи пісню, незаконно використав мелодію пісні Едді та Денні Ван Песселя «If We Can Start All Over». Але рішення суду діє тільки на території Бельгії, будь-яке поширення пісні Джексона у цій країні заборонено.

## Концертні виступи
Вперше Майкл виконав пісню на 1995 Soul Train Music Awards, пізніше на 1995 BET Awards, і ще на 1995 MTV Video Music Awards. Наступного разу пісня прозвучала на безкоштовному концерті влітку 1996 року, присвячений 50-річчю султана Брунею. Далі пісня виконувалася на HIStory World Tour (1996-1997). Востаннє Джексон заспівав пісню на двох концертах MJ & Friends у червні 1999 року. У 2009 році співак репетирував пісню для This Is It (2009-2010), який було скасовано через смерть Майкла.